# Terra Alta, West Virginia
Terra Alta är en ort i Preston County i delstaten West Virginia, USA.